# Brasilia Challenger 1982
Il Brasilia Challenger 1982 è stato un torneo di tennis facente parte della categoria ATP Challenger Series nell'ambito dell'ATP Challenger Series 1982. Il torneo si è giocato a Brasilia in Brasile dal 9 al 15 agosto 1982 su campi in terra rossa.

## Vincitori

### Singolare
Mark Dickson ha battuto in finale  Givaldo Barbosa con il punteggio di 3–6, 6–3, 6–4

### Doppio
Givaldo Barbosa /  João Soares hanno battuto in finale  Jose Luis Damiani /  Ricardo Ycaza con il punteggio di 6–4, 3–6, 7–6